# Bergvik
Bergvik – miejscowość (tätort) w Szwecji, w regionie administracyjnym (län) Gävleborg, w gminie Söderhamn.
Według danych Szwedzkiego Urzędu Statystycznego liczba ludności wyniosła: 719 (31 grudnia 2015), 705 (31 grudnia 2018) i 688 (31 grudnia 2019).